# Marianna Vardinogiannis
Marianna Bournaki, nombre de casada Marianna Vardinogiannis (Atenas, 2 de junio de 1937-24 de julio de 2023) fue una economista, activista y filántropa griega.

## Biografía
Hija de Evangelia y George Bournakis. Estudió en la Universidad de Denver. Fue fundadora y directora de la Fundación Vardinogiannis establecida en 1980. Fue Embajadora de Naciones Unidas desde 1999 a 2023.
El 14 de octubre de 2010, se inauguró y abrió al público el Centro de Oncología Infantil Esperanza ubicado en Atenas, que se centra en el tratamiento del cáncer infantil.
Marianna Bournaki contrajo matrimonio con el magnate naviero griego Vardis Vardinogiannis, fue madre de 5 hijos: Juan, Cristiana, Jorge, Nikos y Vardiana Vardinogiannis. Falleció el 24 de jullio a los 86 años, en Atenas.

## Premios
- 2006, Legión de Honor, título conferido por Francia.
- 2015, Cruz de Oro de la Orden de la Beneficencia de la República Helénica.
- 2020, Premio Nelson Mandela de las Naciones Unidas.[3]